# Csondzsu Világbajnoki Stadion
A Csondzsu Világbajnoki Stadion egy labdarúgó sportlétesítmény Csondzsuban, Dél-Koreában. Eredetileg a 2002-es labdarúgó-világbajnokságra épült, két csoportmérkőzést és egy nyolcaddöntőt rendeztek itt. 1999 és 2001 között épült és 2001. november 8-án nyitották meg. A létesítmény 2002 óta a Jeonbuk Hyundai Motors otthonául szolgál.

## Események

### 2002-es labdarúgó-világbajnokság
| Dátum            | Pályaválasztó | Eredmény | Vendég           | Forduló      |
| ---------------- | ------------- | -------- | ---------------- | ------------ |
| 2002. június 7.  | Spanyolország | 3 – 1    | Paraguay         | B csoport    |
| 2002. június 10. | Portugália    | 4 – 0    | Lengyelország    | D csoport    |
| 2002. június 17. | Mexikó        | 0 – 2    | Egyesült Államok | Nyolcaddöntő |

## Galéria

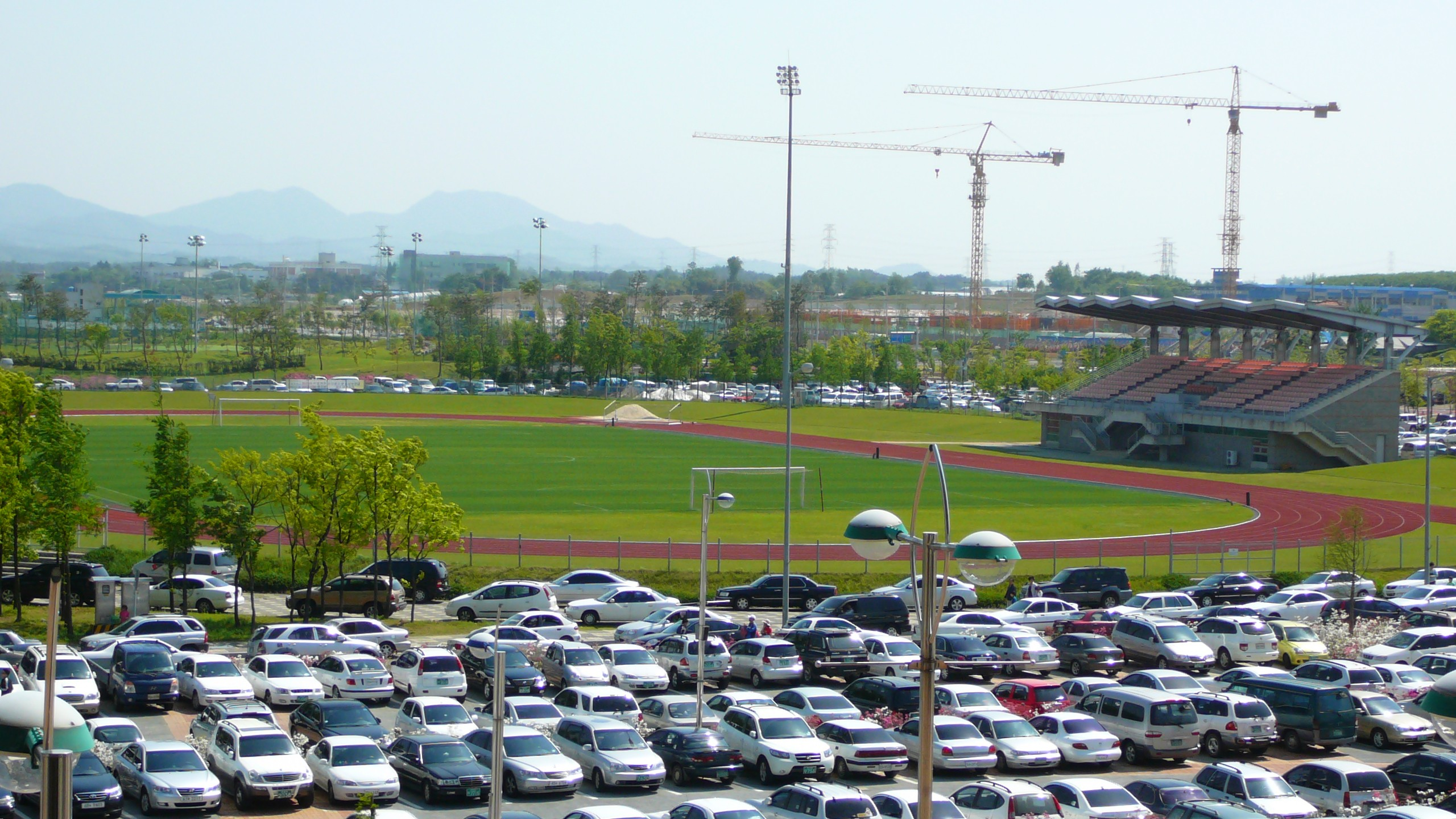
Gyakorló pálya, háttérben a stadion
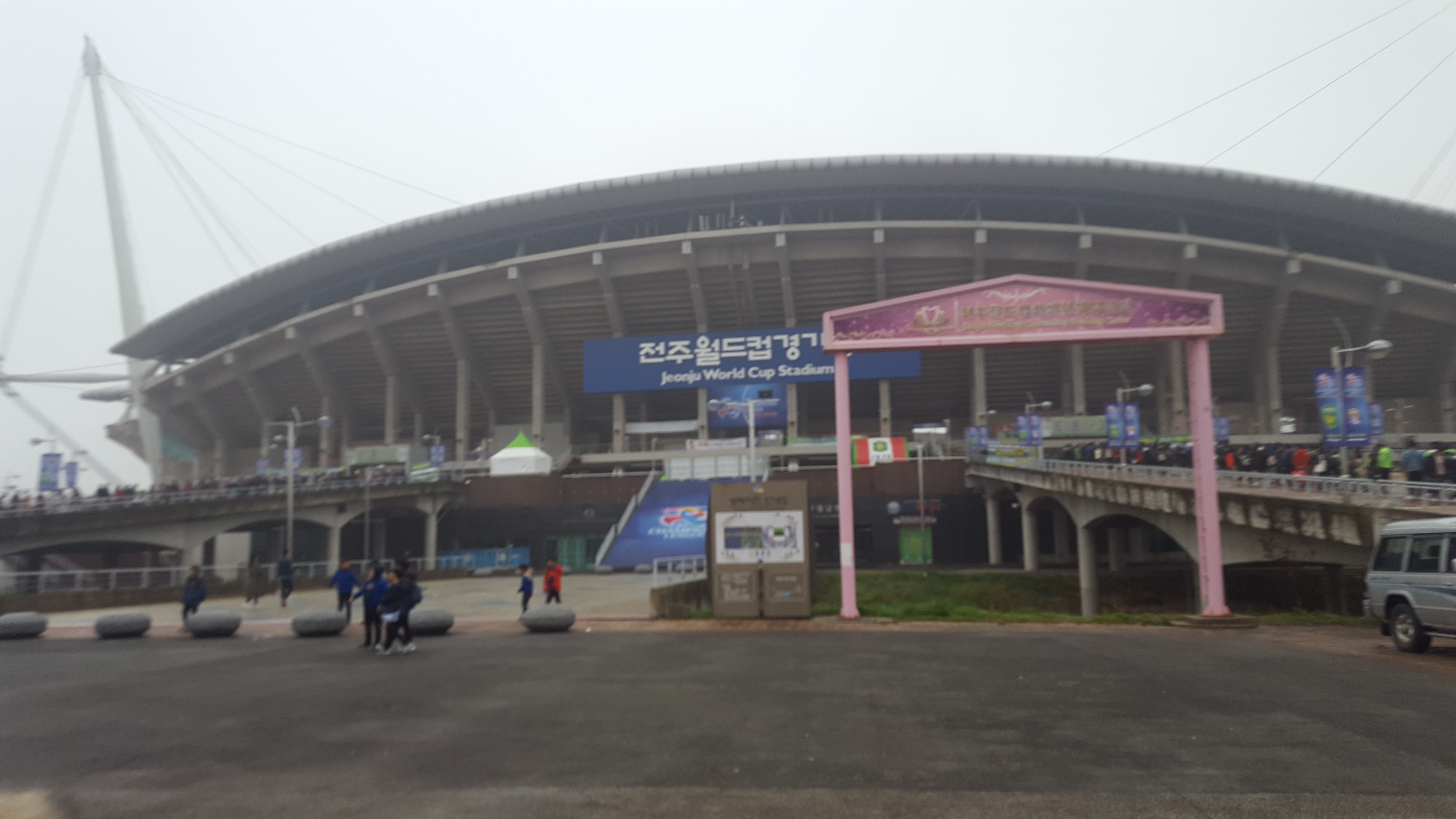
A stadion kívülről 2016-ban
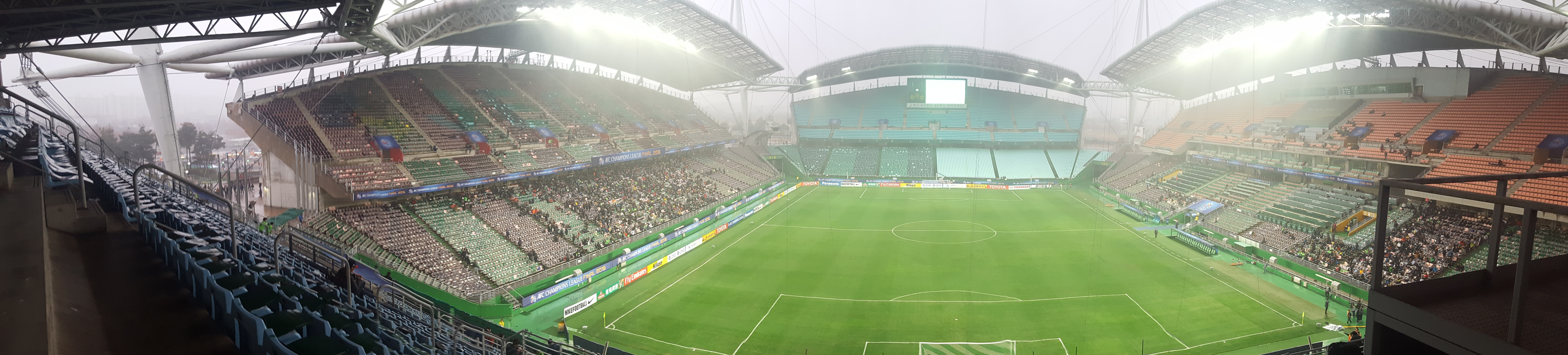
A stadion belülről 2016-ban